# Yesterdays (Yes)
Yesterdays is een verzamelalbum van de Britse progressieve-rockband Yes. Het album kwam uit in 1975, in een periode dat de bandleden zich gingen toeleggen op solowerk, en bestaat voornamelijk uit materiaal van de eerste twee albums van Yes: Yes en Time and a Word. Uitzondering vormt het nummer "America" (een cover van het nummer van Simon & Garfunkel), dat in 1972 werd opgenomen en aanvankelijk op het verzamelalbum The Age of Atlantic verscheen.
Alle nummers op het album worden gespeeld in de originele eerste bezetting met gitarist Peter Banks en toetsenist Tony Kaye, behalve "America", waar respectievelijk Steve Howe en Rick Wakeman in te horen zijn.

## Tracks
1. "America" (Paul Simon) - 10:30
2. "Looking Around" - 4:00
3. "Time and a Word" - 4:32
4. "Sweet Dreams" - 3:50
5. "Then" - 5:45
6. "Survival" - 6:20
7. "Astral Traveler" - 5:53
8. "Dear Father" - 4:21

## Bezetting
- Jon Anderson - zang
- Chris Squire - basgitaar en zang
- Peter Banks - gitaar (nummer 2 t/m 8)
- Steve Howe - gitaar (nummer 1)
- Tony Kaye - keyboard (nummer 2 t/m 8)
- Rick Wakeman - keyboard (nummer 1)
- Bill Bruford - drums